# Anteon gaullei
Anteon gaullei är en stekelart som beskrevs av Jean-Jacques Kieffer 1905. Anteon gaullei ingår i släktet Anteon, och familjen stritsäcksteklar. Arten är reproducerande i Sverige.